# Lindingaspis equipora
Lindingaspis equipora är en insektsart som beskrevs av Abraham Munting 1967. Lindingaspis equipora ingår i släktet Lindingaspis och familjen pansarsköldlöss. Inga underarter finns listade i Catalogue of Life.